# دومونی (مجارستان)
دومونی (به مجاری:  Domony) یک شهرداری در مجارستان است که در ناحیه آسود واقع شده‌است. دومونی ۲۱٫۸۰ کیلومتر مربع مساحت و ۲٬۰۸۴ نفر جمعیت دارد.